# Laura Marholm

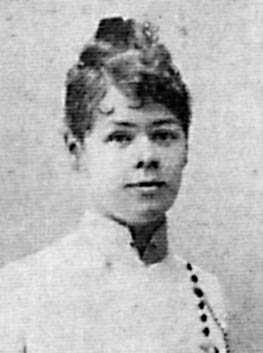
Laura Marholm (1889)

Laura Marholm (eigentlich: Laura Mohr, verheiratet als Laura Hansson; weiteres Pseudonym: „Leonhard Marholm“, geboren am 19. Apriljul. / 1. Mai 1854greg. in Riga, Gouvernement Livland;  gestorben am 16. Oktober 1928 in Majorenhof/Jūrmala bei Riga, Lettland) war eine deutsch-baltische Autorin.

## Leben

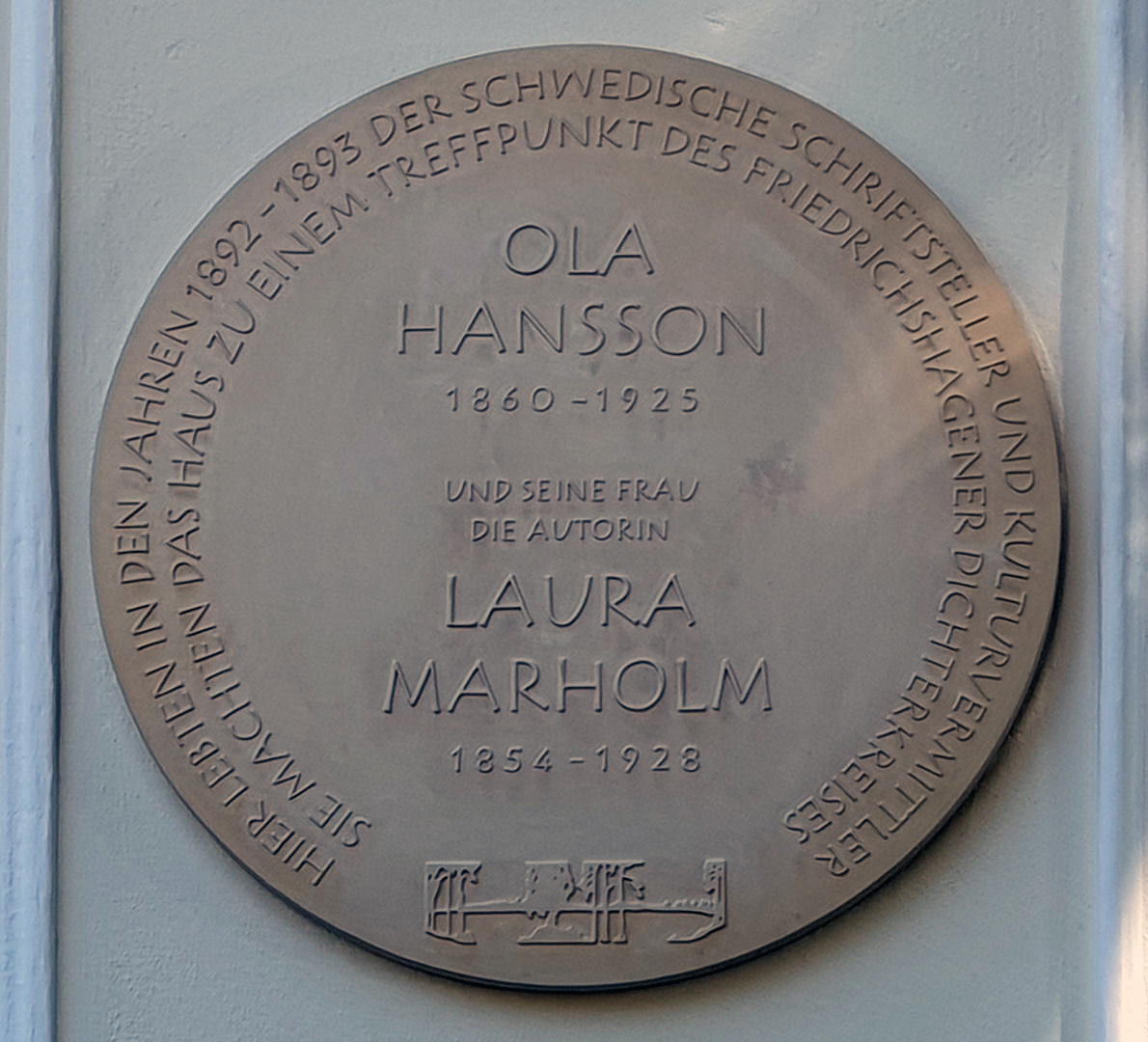
Gedenktafel an ihrem ehemaligen Wohnhaus in Berlin-Friedrichshagen

Laura Marholm wuchs als Tochter des dänischen Schiffskapitäns Frederik Mohr und dessen Frau Amalie, geb. Roeder, in Riga auf. Dort besuchte sie als „deutschsprechende Dänisch-Russin aus Lettland“ ein Lehrerinnenseminar. Nach ihrer Ausbildung arbeitete sie für die Zeitung für Stadt und Land. Die erfolgreiche Veröffentlichung ihres ersten Theaterstückes öffnete ihr den Zugang für Redaktionstätigkeiten bei verschiedenen Zeitungen.
1885 zog Laura Marholm nach Kopenhagen. Dort lernte sie den schwedischen Schriftsteller Ola Hansson kennen, den sie im Herbst 1889 heiratete. Laura Marholm übersetzte die Werke Ola Hanssons ins Deutsche.
Mit ihrem Mann siedelte sie kurze Zeit später nach Deutschland über und bekam den Sohn Ola (geb. 8. September 1890). Von 1891 bis 1893 wohnte das Ehepaar in Friedrichshagen bei Berlin. Dort schloss sich Laura Marholm dem Friedrichshagener Dichterkreis an, in welchem unter anderen August Strindberg oft Gast war. In Berlin entwickelte sie sich mit eigenwilligen, frauenrechtlichen sowie pazifistischen Büchern und Essays zu einer bekannten Schriftstellerin von vergleichbarer Popularität wie Ellen Key.
Nach dem Bruch Ola Hanssons mit August Strindberg zog sie 1895 mit ihrem Ehemann nach Schliersee in Bayern. 1898 konvertierte das Paar zum katholischen Glauben. Ein Jahr später verlegten sie ihren Wohnsitz nach München. Unter Verfolgungsängsten leidend wurde Laura Marholm im April 1905 für mehrere Monate in eine Anstalt überwiesen. In Folge lebte sie in Meudon bei Paris und in Riga. Ihre schriftstellerische Tätigkeit nahm sie nur mehr bedingt auf.
Laura Marholm stand mit bedeutenden skandinavischen Künstlern und Literaten ihrer Zeit in Kontakt, u. a. mit Georg Brandes, Edvard Munch und Arne Garborg.

## Bibliographie
- als Leonhard Marholm: Johann Reinhold Patkul. Tragödie (Doppeldrama: Gertrud Lindenstern und Patkuls Tod). Deubner, Riga 1878 und 1880.
- als Leonhard Marholm: Frau Marianne. Drama. Stahl, Riga 1882.
- Das Buch der Frauen. Zeitpsychologische Porträts. Albert Langen, Paris und Leipzig 1894 (vordatiert auf 1895).
- Wir Frauen und unsere Dichter. Duncker, Berlin 1895.
- Karla Bühring. Drama. Albert Langen, München 1895.
- Zwei Frauenerlebniss. Albert Langen, München 1895.
- Frau Lilly als Jungfrau, Gattin und Mutter. Erzählungen. Duncker, Berlin 1896.
- Zur Psychologie der Frau. Duncker, Berlin 1897. 2., vermehrte Auflage: Duncker, Berlin 1903 (im Titel als „Erster Theil“).
- Der Weg nach Altötting und andere Novellen. Franz Kirchheim, Mainz 1900.
- Das Buch der Toten. Franz Kirchheim, Mainz 1900.
- Die Frauen in der sozialen Bewegung. Franz Kirchheim, Mainz 1900.

Artikel
- Der Bauer in der Literatur. In: Der Kunstwart. Rundschau über alle Gebiete des Schönen, 4. Jg., 2. Juni-Heft 1891, S. 273–277.